# Caraga
Caraga je jedna od 17 regija u Filipinima. Središte regije je u gradu Butuan Cityju. Regija je poznata i kao Regija XIII.

## Stanovništvo
Prema podacima iz 2010. godine u regiji živi 2.429.224 stanovnika dok je prosječna gustoća naseljenosti 113 stanovnika na km².

## Podjela
Regija je podjeljena na pet provincije, šest gradova, 70 općine i 1.310 barangaya. 
| Grb | Provincija/Grad   | Središte        | Stanovnika (2010.) | Površina (km²) | Gustoća (na km²) |
| --- | ----------------- | --------------- | ------------------ | -------------- | ---------------- |
|     | Agusan del Norte  | Cabadbaran City | 332.487            | 1.773,2        | 187,5            |
|     | Agusan del Sur    | Prosperidad     | 656.418            | 8.966,0        | 73,2             |
|     | Dinagat Islands   | San Jose        | 126.803            | 3.009,27       | 42,1             |
|     | Surigao del Norte | Surigao City    | 442.588            | 1.936,9        | 228,5            |
|     | Surigao del Sur   | Tandag City     | 561.219            | 4.552,2        | 123,3            |
|     |                   |                 |                    |                |                  |
|     | Butuan City       | -----           | 309.709            | 817,3          | 378,9            |

¹ Butuan City podaci za grad isključeni iz Agusan del Nortea.